# Cratere di Sudbury
Il cratere di Sudbury o bacino di Sudbury, più noto col suo nome inglese di Sudbury Basin, è uno dei più grandi crateri di origine meteoritica finora scoperti sulla Terra e anche uno dei più antichi. Il cratere è noto anche con altri due nomi, Sudbury Structure e Sudbury Nickel Irruptive.
Il bacino di Sudbury si trova nell'Ontario, in Canada; è situato sullo scudo canadese e ne costituisce una delle più cospicue strutture geologiche. La città di Greater Sudbury, da cui prende il nome, si trova sui contrafforti meridionali del bacino.

## Formazione e struttura
Il bacino di Sudbury è lungo 62 km, largo 30 km e arriva fino ad una profondità di 15 km: si è formato circa 1,85 miliardi di anni fa, durante il Paleoproterozoico, a causa dell'impatto di un asteroide di circa 10 km di diametro. I residui dell'impatto sono stati sparsi fino a 800 km di distanza, raggiungendo anche il Minnesota e ricoprendo una superficie di 1,6 milioni di chilometri quadrati.
I modelli suggeriscono che, con un impatto di queste dimensioni, il materiale emesso (gli ejecta) si diffonda globalmente. 
Si ritiene che la struttura attuale sia la parte residua dell'originale cratere circolare di 250 km di diametro: processi geologici successivi all'impatto hanno notevolmente deformato il cratere originario in dimensioni e forma fino all'attuale, molto più piccola, struttura ovale.
Il bacino di Sudbury è ritenuto il secondo più grande cratere meteoritico della Terra, dopo il cratere di Vredefort in Sudafrica, dal diametro di 300 km e prima del cratere di Chicxulub nella penisola dello Yucatán in Messico del diametro di 170 km.
Gli elementi principali che caratterizzano il bacino di Sudbury possono suddividersi in tre gruppi: il complesso igneo di Sudbury (SIC), il gruppo di Whitewater e l'area di rocce brecciate che include i dicchi di derivazione ed il substrato. Si ritiene che il SIC sia uno strato fuso composto, partendo dalla base del substrato di norite, di norite
femica, di norite felsica, di gabbro a quarzo e di porfidi granitici.
La deformazione della struttura di Sudbury è stata causata da quattro eventi principali di deformazione, in ordine di età:
- l'orogenesi di Penokean (circa 1.900 milioni di anni fa),
- l'intrusione del complesso igneo di Sudbury (circa 1.844 milioni di anni fa),
- l'orogenesi di Grenville (tra i 1.400 e i 1.000 milioni di anni fa)
- l'impatto del lago Wanapitei (circa 37 milioni di anni fa).

## Giacimenti minerari
Poiché il bacino di Sudbury è stato riempito di magma ricco di nichel, rame, platino, palladio, oro e altri minerali, l'area di Greater Sudbury è diventata una delle principali aree minerarie di metalli del Mondo: la regione è una delle principali aree di estrazione di rame e nickel; la maggior parte di questi giacimenti sono situati nella parte esterna del bordo del bacino, in seguito allo spostamento conseguente all'impatto.
Grazie al suo alto contenuto in minerali, che agiscono da fertilizzanti naturali, il suolo del bacino di Sudbury è un ottimo terreno agricolo, anche se le basse temperature medie della zona non permettono una resa agricola concorrenziale con quella dei terreni situati più a sud.